# Bonamia dietrichiana
Bonamia dietrichiana är en vindeväxtart som beskrevs av Hallier f. Bonamia dietrichiana ingår i släktet Bonamia och familjen vindeväxter. Inga underarter finns listade i Catalogue of Life.